# Giampaolo Loddo
Giampaolo Loddo (Cagliari, 9 luglio 1930 – Cagliari, 9 aprile 2022) è stato un musicista, chitarrista e cantante italiano, nonché attore, autore di testi, musiche, commedie, parodie e programmi radiotelevisivi, attivo per oltre 60 anni nel mondo dello spettacolo.

## Biografia
Dopo tanti anni di attività come chitarrista con numerose orchestre e complessi, e soprattutto con il suo complesso I Lunatici, approdò prima alla sede regionale RAI, poi alle emittenti locali Radiolina e Videolina con programmi di sua ideazione: sua la prima trasmissione di intrattenimento, Il calderone, della appena nata Videolina.
Nel 1974, assieme al chitarrista Nanni Serra, fece parte del grande spettacolo “Folk del Sud” , quale accompagnatore di Anna Loddo e Rosa Balistreri (vi parteciparono anche Concetta Barra, Roberto Murolo, Otello Profazio, Toni Cosenza).
Iniziò poi a fare cabaret, per poi incidere alcuni dischi 45”, LP, MC e CD.
Nel 1990 iniziò l'attività teatrale con il Teatro Studio di Cagliari, quale interprete principale di drammi e commedie di successo: Su Stani, Un morto da vendere (testo di Dario Fo), Passillendi cun Tziu Paddori, Su Vapori, De Suncunas, Rimas de Casteddu ecc.
Nel 1999 con Miretta Mereu costituì la Compagnia teatrale Is de Casteddu portando in scena i suoi testi: Iliade 2000 , Processo all'Uomo , Notti de cena, Arriendi e cantendi,  Superenaloddo ecc. Collaborò con varie compagnie come autore di testi e parodie.
Nel febbraio 2009 fece parte dello spettacolo S'ARD di Marco Parodi alla Biennale di Venezia.

## Filmografia

### Cinema
- Caccia grossa (1980), regia di Lello de Palma
- Pesi leggeri (2001), regia di Enrico Pau
- Ballo a tre passi (Mostra del cinema Venezia 2003), regia di Salvatore Mereu
- Passaggi di Tempo  (regia di Gianfranco Cabiddu (2011)
- Panas, regìa di Tiziano Pillittu (2013)
- La stoffa dei sogni regia di Gianfranco Cabiddu (2014)
- Last Christmas (2016)
- Ohana (2016) di Andrea Marras
- La mia città (2016) di Andrea Marras
- Servo di Dio (2016) di Tiziano Pillittu
- Moda Mia (2017) regia di Marco Pollini
- Il Sindaco di Tratalias (2017) regia di Dom Murgia
- Mollo tutto e apro un chiringuito (2021) regia collettivo Il Terzo Segreto di Satira

### Cortometraggi
- Sono Alice - diretto da Peter Marcias (2005)
- Passaggio a livello - diretto da Luca Impagliazzo (2007)
- Il Barbiere della Marina - diretto da Marco Antonio Pani (2008)
- Buio - diretto da Jacopo Cullin (2012)
- Non aver paura - diretto da Jacopo Cullin (2015)
- Sicsti -  diretto da Paolo Carboni (2020)
- Cagliari Calcio (Un cammino lungo 100 anni) - diretto da Andrea Marras (2020)
- Senza te (Without you) - diretto da Sergio Falchi - premiato allo Skepto Film Festival (2022)

### Televisione
- L'ultima frontiera - fiction televisiva del 2006 diretta da Franco Bernini (Rai 1)
- Disegno di sangue - serie tv crimini del 2007 diretta da Gianfranco Cabiddu (Rai 2)

## Trasmissioni radio e TV
- Studio Zero RAI
- Complessi isolani RAI
- Musicalmente Radiolina
- Musica e quiz Radiolina
- Il Calderone Videolina
- Lunedì Sport Videolina

## Testi teatrali
- Iliade 2000 (tragicommedia in 2 atti)
- Notti de cena (commedia in 1 atto)
- Processo all'uomo (commedia in 1 atto)
- Superenaloddo (spettacolo comico-musicale)
- Arriendi e cantendi (spettacolo comico-musicale)

## Discografia
- Me la manda, mela/Spesarì              45” AEDO
- Amore e grammatica/Sperdiziara         45” AEDO
- Telefono Amico                         45” AEDO
- Calderon Swing/Grazie per un sogno     45” AEDO
- Rosa Balistreri                        2 Lp FONIT CETRA
- Cagliari promosso                      MC AEDO
- Loddo & and is best                    MC AEDO
- C'è poco da ridere                     MC AEDO e CD "Frorias"